# Tramlijn 62 (Brussel)
De Brusselse tramlijn 62 uitgebaat door de MIVB verbindt de Heizel met de halte Eurocontrol, nabij het station Bordet. De kenkleur van deze lijn is lichtroze.

## Geschiedenis

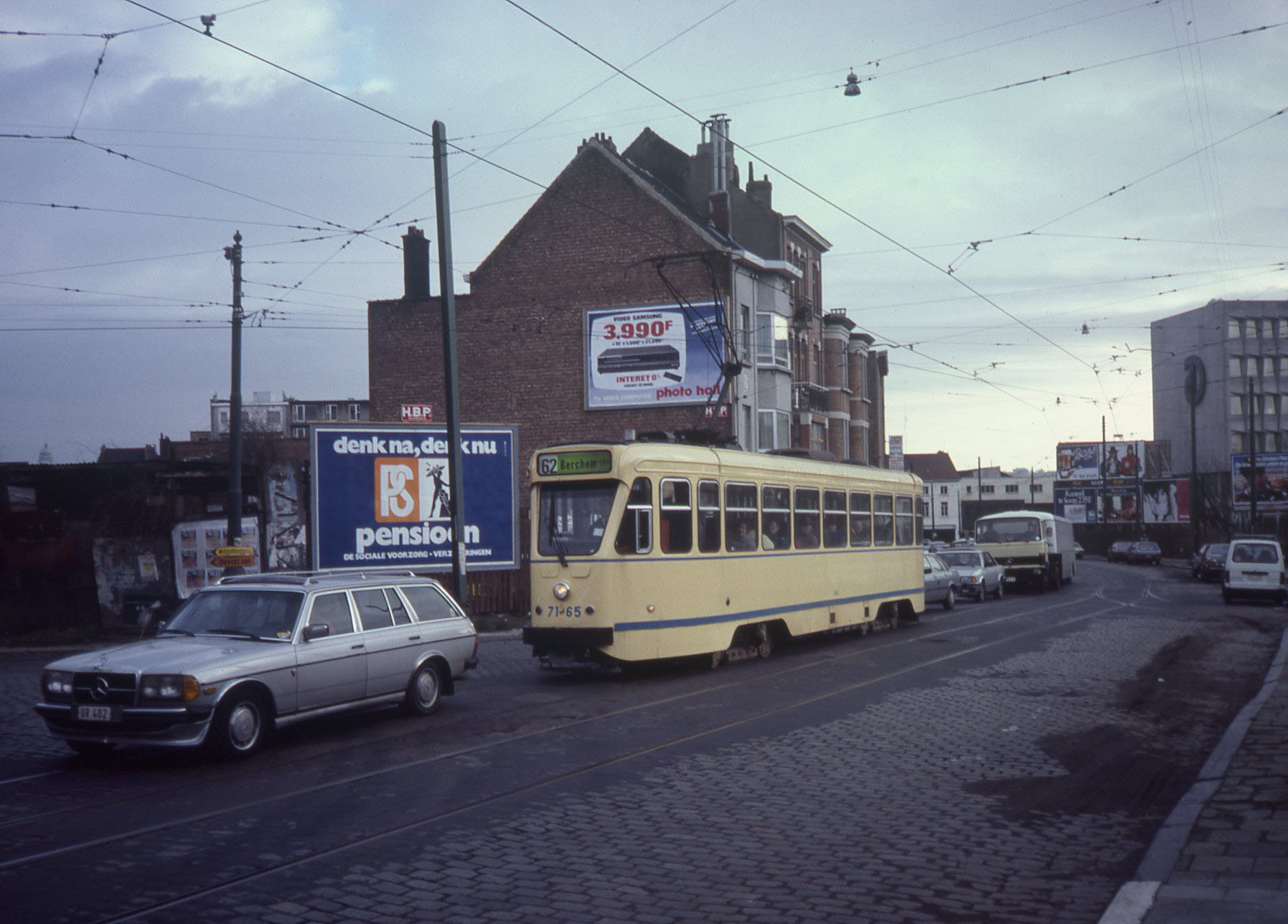
oude tramroute 62

Er reed al heel lang een tramlijn 62 op het Brusselse tramnet. De oude tramlijn 62 was een Oost West tramlijn die reed van het Montgomeryplein, ongeveer de huidige buslijn 61 tot Liedts, de Noord-Zuidpremetrotunnel, de Clemenceauxlaan en verder tot het Weststation, waarna de huidige route van tramlijn 82 tot station Berchem werd gevolgd. In 1987 werden de oostelijke sporen van Merode tot de Koningsstraat opgeheven en verdween dit tramlijnnummer.
Op 1 september 2011 reed de eerste tram op lijn 62. De op dat moment kortste lijn van het net verbond het Weldoenersplein in Schaarbeek met de halte Da Vinci, via Meiser en de Leopold III-laan. Aanvankelijk was de activering van deze lijn gepland voor maart 2011.
Op 10 maart 2014 is lijn 62 verlengd van Weldoeners tot het Kerkhof van Jette langs het traject van lijn 25 tussen Weldoeners en Liedts en lijn 93 tussen Liedts en Jette. Zo ontstond er een rechtstreekse verbinding tussen Schaarbeek (Meiser) en Laken (Bockstael) en werden de lijnen 25 en 93 versterkt.
Vanaf 22 april 2014 is de lijn verlengd tot aan het nieuwe NAVO-hoofdkwartier (Haren) en de zetel van EUROCONTROL. De infrastructuurwerken voor deze verlenging werden gestart in 2010.
In 2022-2023 verdween de terminus Kerkhof van Jette bij de heraanleg van de weg. In 2023 diende de MIVB een vergunningsaanvraag in voor een nieuwe eindhalte bij de heraanleg van het Arthur Van Gehuchtenplein in Laken aan het Brugmannziekenhuis.
Sinds 6 juli 2024 werd de terminus alvast verlegd van het kerkhof van Jette tot aan de Heizel.

## Traject
Heizel - Sint-Lambertus - Ernest Salu - Guillaume De Greef - Kerkhof van Jette - Jetse Haard - Jacobs Fontaine - Bockstael - Moorslede - Prinses Clementina - Maria-Christina - Masui - Liedts - Lefrancq - Robiano - Wijnheuvelen - Weldoeners - Vaderland - Meiser - Leopold III - Pentathlon - Evere Shopping - Lekaerts - Da Vinci - Raket - Bourget - Eurocontrol.

## Materieel
Deze tramlijn wordt door lagevloertrams van het type T2000 en T3000 bediend.

## Tramlijn naar Brussels Airport
Er zijn in 2023 bouwvergunningen verleend om de tramsporen vanaf Eurocontrol nog verder te verlengen tot Brussels Airport, zodat een Luchthaventram kan rijden tot station Brussel-Noord. De werken voor de eerste fase van de tramverbinding tussen de luchthaven van Brussels Airport en Brussel-Noord kunnen eind 2025 of begin 2026 gestart worden. De Werkvennootschap begint dan aan de bouw van een nieuw tram- en fietsviaduct over de Brusselse Ring in Machelen. Daarna zou vier kilometer aan nieuwe tramlijn worden aangelegd, met zes extra haltes. De investering gaat gepaard met een kostenplaatje van 240 miljoen euro. De werken zouden ten vroegste in 2031 afgerond moeten zijn. Het project kadert binnen Werken aan de Ring, waarmee de Vlaamse overheid meer wil inzetten op duurzame mobiliteit en leefbaarheid op en langs de Ring rond Brussel.